# 丸山環

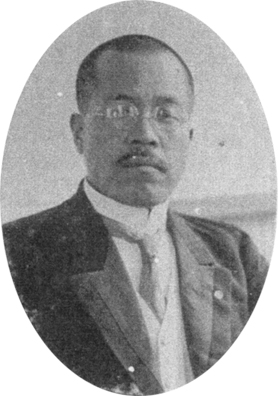
丸山環

丸山 環（まるやま たまき、1873年（明治6年）8月8日 - 1952年（昭和27年）11月20日）は、日本の教育者、文部官僚。

## 経歴
滋賀県伊香郡北富永村（現在の長浜市）出身。1900年（明治33年）、東京帝国大学文科大学独文科を卒業。第六高等学校教授、第八高等学校教授を経て、1913年（大正2年）、文部省督学官となった。第六高等学校校長を務めた後、1924年（大正13年）から甲南高等学校（現在の甲南大学）校長兼教授となった。その後さらに九段精華高等女学校校長を務めた。